# A/B-тестирование

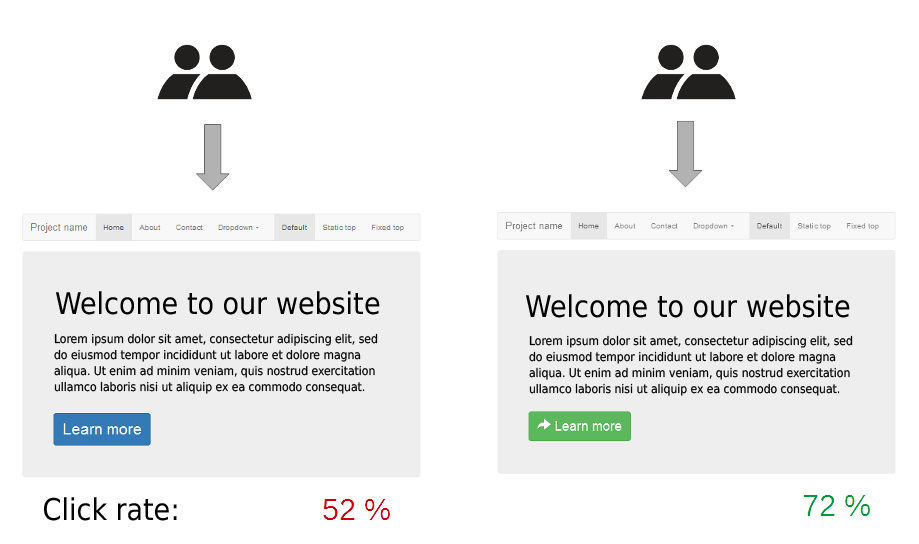
Пример A/B-тестирования

A/B-тестирование (англ. A/B testing, Split testing) — метод маркетингового исследования, позволяющий на основе статистики оценить влияние изменения на метрики продукта. A/B-тест состоит из рандомизированного контролируемого эксперимента. В ходе теста сравнивается вариант «A» и вариант «B», а целью является определение лучшего из двух протестированных вариантов. В результате эксперимента выбирают тот вариант, который значимо улучшает один или несколько целевых показателей.
Разновидностью A/B-тестирования является многовариантное тестирование. В этом случае тестируются не два целостных варианта, а сразу несколько элементов продукта или составных частей исследуемого объекта в различных сочетаниях, при которых каждый тестируемый элемент может быть двух видов (A или B).

## Практическое применение
Метод часто используется в веб-дизайне, типичные применения — исследование влияния цветовой схемы, расположения и размера элементов интерфейса на конверсию сайта. В веб-дизайне часто тестируются две очень похожие веб-страницы (страница А и страница В), которые различаются лишь одним элементом или несколькими элементами (тогда метод называют A/B/n-тестированием). Страницы А и В показываются различным пользователям в равных пропорциях, при этом посетители, как правило, не знают об этом. По прошествии определённого времени или при достижении достаточно большого числа показов, сравниваются числовые показатели цели и определяется наиболее подходящий вариант страницы. Преимуществом метода является использование при проектировании объективных данных. Для A/B-тестирования веб-дизайна часто используются инструменты от сервисов веб-статистики; в этом случае также часто важно применение механизма для разбиения пользователей, которым будет показан тот или иной вид дизайна (одному и тому же пользователю нужно показывать тот же самый вариант дизайна), например, на основе IP-адреса и затем установкой HTTP cookie.

## Другие подходы
Когда проведение A/B-тестирования нецелесообразно, могут использоваться альтернативные методы.